# Gaston Berteloite
Gaston Berteloite,  né le 20 avril 1962 à Béziers, est un joueur français de rugby à XIII ayant joué en équipe de France lors de 9 sélections internationales dans les années 1980.
Père de 2 garçons, Benjamin et Léo, il se consacre désormais à sa famille, et la gestion d'une cave à vins et spiritueux, « In Vino Veritas »  à Objat en Corrèze .
Il s'agit d'un « quinziste » passé au rugby à XIII.

## Carrière en Rugby à XV

### Club
- Toulouse Electrogaz Club : Poussin, benjamin, minimes
- Stade Toulousain  : cadet

## Carrière en Rugby à XIII

### Club
- Villeneuve Tolosane  : Junior
- « National »   : Toulouse Olympique XIII[1]

### Équipe de France
- International (9 sélections) contre : 
  - Angleterre (3)
  - Australie  (4)
  - Nouvelle-Zélande  (1)
  - Papouasie-Nouvelle-Guinée  (1)
  - Tournée en Australie en 1989